# Periferia ocidental búlgara
Periferia ocidental búlgara (em búlgaro: Западни (български) покрайнини) é um termo histórico-geográfico pelo qual a  historiografia búlgara designa o território entregue ao Reino da Iugoslávia nos termos do Tratado de Neuilly-sur-Seine  em 27 de novembro de 1919. 
O território é pequeno, mas historicamente relacionado à Sérvia. No século XIX foram anexadas enormes extensões de terra que ficaram conhecidas como Terras Búlgaras Ocidentais, fatos históricos ainda problemáticos para os búlgaros. 

## Revisão histórica

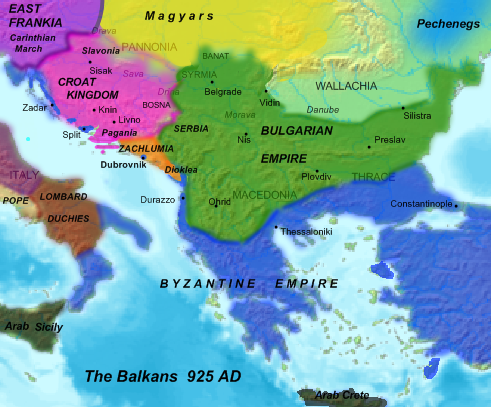
Bulgária nos séculos IX e X
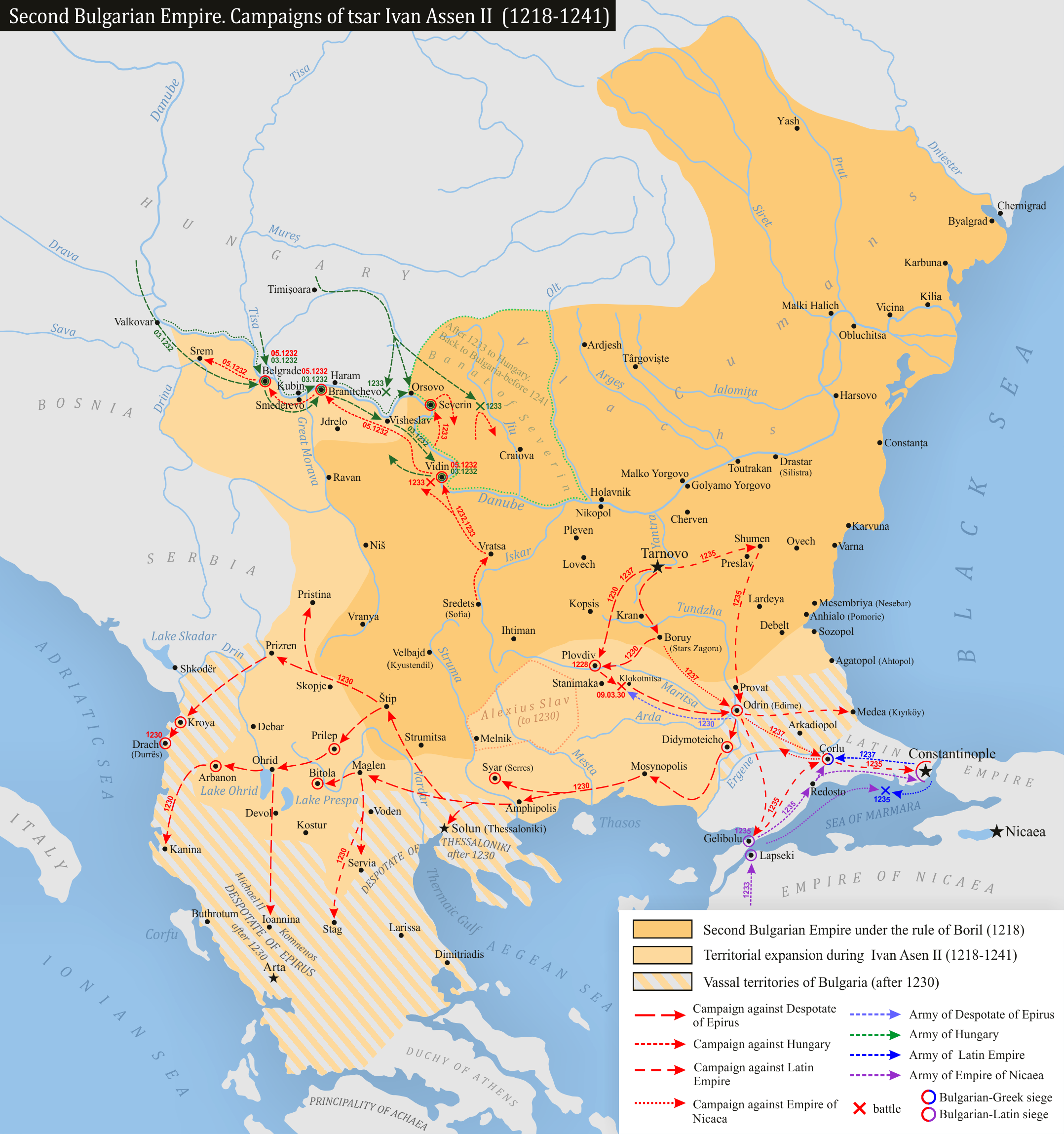
Bulgária no século XIII
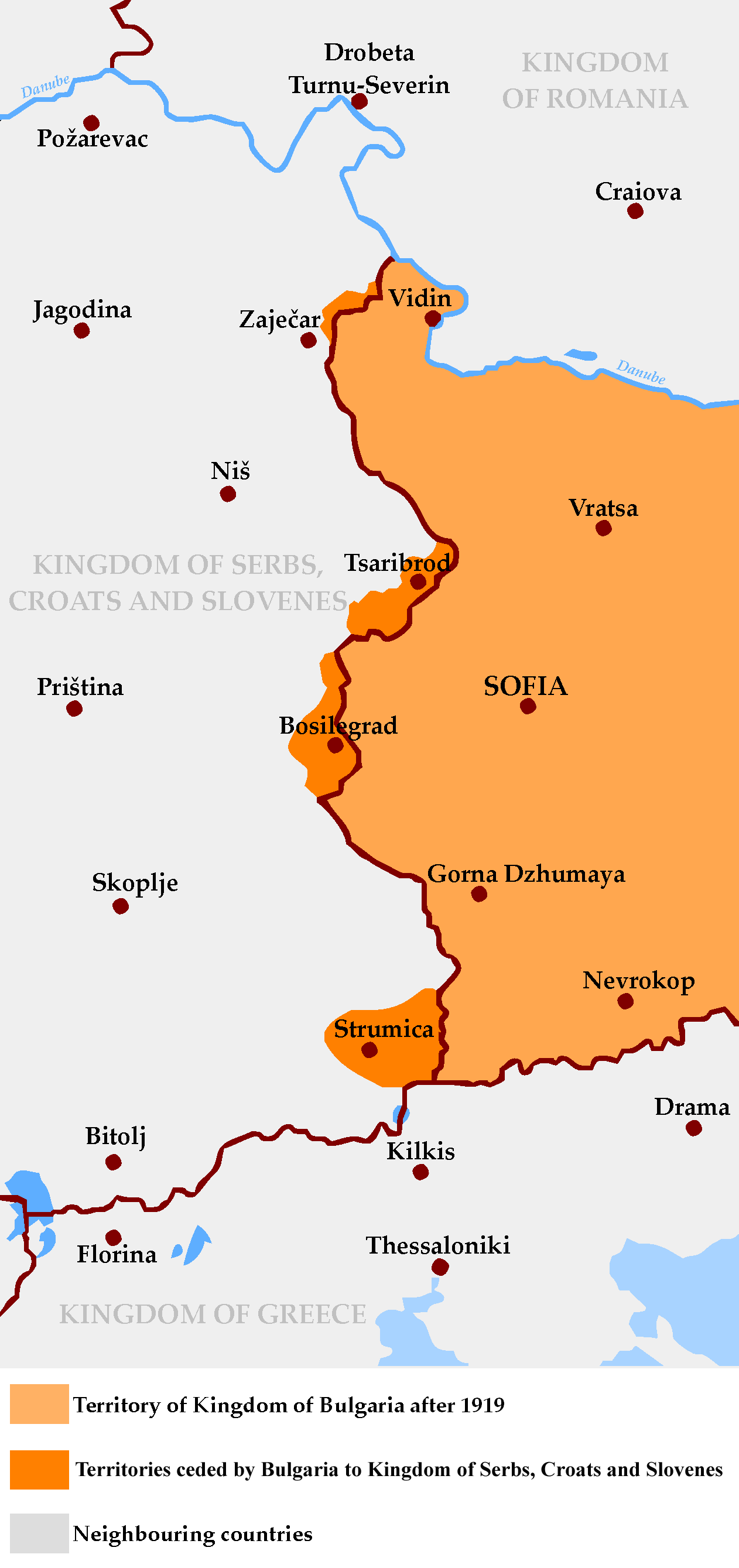
Territórios confiscados em 1920
- População da Sérvia por origem (1922)